# Сокотра (аэропорт)
Сокотра (араб. مطار سقطرى‎) — единственный коммерческий аэропорт, обслуживающий йеменский остров Сокотра в Аравийском море и его административный центр Хадибу.

## История
Осуществляется еженедельный авиарейс между островом и материковым аэропортом в Эль-Мукалле, где самолёт делает техническую остановку по пути в Аден. Аэропорт расположен рядом с асфальтированной дорогой, которая соединяет Хадибу на северном побережье с главной туристической достопримечательностью на западе острова, пляжем Куленсия. Дорога от аэропорта до Куленсии занимает около двух часов. Регулярное транспортное сообщение между аэропортом и Хадибу отсутствует, но до него можно добраться за четверть часа на автомобиле.
В марте 2015 года полёты на остров были приостановлены из-за интервенции ряда арабских государств в Йемен и возобновлены в конце 2018 года.
В апреле 2018 года сухопутные войска Объединённых Арабских Эмиратов отстранили от исполнения обязанностей йеменских сотрудников в результате вторжения и взяли под свой контроль аэропорт. В мае того же года было достигнуто соглашение между Объединёнными Арабскими Эмиратами и Йеменом, по которому контроль над аэропортом был возвращен йеменским властям.